# حقل قديم (بيئة)
الحقل القديم Old field هو مصطلح يستخدم في علم البيئة لوصف الأراضي التي كانت المزروعة أو المروية سابقًا ولكنها صارت مهجورة فيما بعد. تشمل النباتات الشائعة الأعشاب المعمرة والنباتات العشبية. تُعرَّف الحقول القديمة بشكل قانوني على أنها مرحلة وسيطة موجودة في التعاقب البيئي في نظام بيئي يتقدم نحو مجتمع الذروة، وهو مفهوم ناقشه علماء البيئة المعاصرون لبعض الوقت.
غالبًا ما تكون مواقع الحقول القديمة هي أراضٍ تربتها غير جيدة وغير مناسبة للمحاصيل أو المراعي. ومن أمثلة الحقول القديمة "الأراضي الزراعية المهجورة في وسط أونتاريو"، على طول حافة الدرع الكندي.
أنواع النباتات التي تتحمل الإجهاد تكون قادرة على الحياة في الحقول المزروعة بعد هجرها، وعادة ما يتبعها الأعشاب المعمرة. ويبلغ تعاقب الحقول القديمة ذروته في وجود الأشجار والشجيرات، مما يؤدى في النهاية إلى وجود الغابة.

## كيف تتشكل الحقول القديمة
تتشكل معظم الحقول القديمة نتيجة هجر الأراضي الزراعية، ويتزايد معدلها بشكل كبير، على مستوى العالم، منذ خمسينيات القرن العشرين.
قد تُهجر قطع من الأراضي الزراعية بسبب تدني مستوى المغذيات في التربة بعد العديد من مواسم النمو و/أو دورات المحاصيل. ولكن في بعض الحالات، وتحديداً في أوروبا خلال أواخر الخمسينيات وأوائل الستينيات من القرن الماضي، هُجرت بعض الأراضي الزراعية بسبب سياسة زراعية جديدة. أثرت السياسة على المزارعين ما أدى للتخلي عن قطع من الأراضي، وعلى الرغم من أن السياسة قد تغيرت بمرور الوقت، يعتقد الباحثون أنها لا تزال تخفق في الاتحاد الأوروبي من نواح كثيرة وتضر في النهاية ببيئة الأراضي الزراعية.

## تعاقب الحقول القديمة
بمجرد التخلي عن الحقل وتركه دون تغيير لفترة طويلة، وبدون المحاصيل لاستنفاد التربة من العناصر الغذائية، يمكن للحقول القديمة أن تعود ببطء إلى مجتمعات نباتية صحية عبر عملية التعاقب البيئي.
هناك العديد من الدراسات حول التعاقب في الحقول القديمة، وهي العملية التي من خلالها تنمو الحقول ببطء إلى غابات على مدى سنوات عديدة. في حين أن هناك نوعين من التعاقب، التعاقب الأولي والتعاقب الثانوي، فإن التعاقب الثانوي هو ما نفكر فيه عند التفكير في الحقول القديمة. قد تكون هذه العمليات دورية أو ثابتة اعتمادًا على ديناميكيات النظام وهيكل المجتمع الحالي. يحدث التعاقب الدوري عندما تكون وفرة الأنواع في حالة تغير مستمر، فعندما تكون هناك تغييرات مستمرة في تكوين المجتمع تؤدي إلى تغيير الأنواع السائدة بطريقة دورية. يشير تعاقب سيرال إلى نوع من بنية المجتمع حيث تبع تعاقب المجتمع مسارًا خطيًا من المجتمع القاحل إلى مجتمع الذروة.
يمكن أن تختلف تركيزات مغذيات التربة وتكوين المجتمع بشكل كبير مع التعاقب. مع مرور الوقت بعد الهجر، تبين أن تركيز النيتروجين في التربة يزداد، مما يؤثر على زيادة الكتلة الحيوية للنباتات فوق سطح الأرض والغطاء النباتي.

## الأهمية البيئية

### الترميم البيئي
نظرًا لأن الأراضي الزراعية تُهجر وتتشكل المزيد من الحقول القديمة كل عام، فإن دراسة تكوين الكائنات الحية وديناميات التعاقب في الحقول القديمة يمكن أن توفر رؤى قيّمة للاستعادة البيئية. يشير الباحثون إلى أن دراسة الآليات الكامنة وراء تعاقب الحقول القديمة على المستوى المحلي يمكن أن توفر رؤى قيمة حول كيفية استجابة المجتمعات النباتية في نفس المنطقة للضغوط الأخرى.